# メレンゲの気持ち
『メレンゲの気持ち』（メレンゲのきもち）は、1996年4月6日から2021年3月27日まで日本テレビ系列で毎週土曜12:00 - 13:30（2000年3月25日までは - 13:00、JST）に放送されていたトークバラエティ番組である。通称『メレンゲ』。2006年8月5日放送分からハイビジョン制作。

## 出演者

### 歴代総合司会・レギュラー
| 期間                           | 総合司会 | レギュラー   | レギュラー                         | レギュラー                  |
| ------------------------------ | -------- | ------------ | ---------------------------------- | --------------------------- |
| 1996年4月6日 - 1998年12月26日  | 久本雅美 | 高木美保     | 菅野美穂                           | （不在）                    |
| 1999年1月9日 - 9月25日         | 久本雅美 | 水野真紀     | 橘実里                             | （不在）                    |
| 1999年10月2日 - 2000年4月8日   | 久本雅美 | 水野真紀     | 松本明子                           | （不在）                    |
| 2000年4月15日 - 9月30日        | 久本雅美 | 水野真紀     | 浅田美代子                         | （不在）                    |
| 2000年10月7日 - 2005年1月8日   | 久本雅美 | 松本明子     | 浅田美代子                         | （不在）                    |
| 2005年1月15日 - 2007年3月31日  | 久本雅美 | 相田翔子     | 若槻千夏                           | （不在）                    |
| 2007年4月7日 - 2009年3月28日   | 久本雅美 | 松浦亜弥     | 高畑淳子                           | （不在）                    |
| 2009年4月4日 - 2011年9月24日   | 久本雅美 | 松浦亜弥     | 臼田あさ美                         | （不在）                    |
| 2011年10月1日 - 2012年3月31日  | 久本雅美 | いとうあさこ | 芦田愛菜                           | （不在）                    |
| 2012年4月14日 - 2013年9月28日  | 久本雅美 | いとうあさこ | 百田夏菜子 （ももいろクローバーZ） | （不在）                    |
| 2013年10月5日 - 2014年10月4日  | 久本雅美 | いとうあさこ | 高橋真麻                           | （不在）                    |
| 2014年10月11日 - 2016年3月26日 | 久本雅美 | いとうあさこ | 三吉彩花                           | （不在）                    |
| 2016年4月2日 - 2017年10月14日  | 久本雅美 | いとうあさこ | 三吉彩花                           | 伊野尾慧 （Hey! Say! JUMP） |
| 2017年10月21日 - 2021年3月27日 | 久本雅美 | いとうあさこ | 村上佳菜子                         | 伊野尾慧 （Hey! Say! JUMP） |

補足
- 浅田は当初は松本の代打ピンチヒッターであったが、水野真紀の卒業により2000年10月から正式なレギュラーとなった。
- 松本は産休のため、2000年4月から9月まで欠席した。
- レギュラーを卒業した人物が、後にゲスト出演する場合もある（例：菅野美穂、若槻千夏、臼田あさ美、百田夏菜子など）。
- 久本はインフルエンザのため、2018年1月20日・1月27日放送分では欠席した。
- 伊野尾はスケジュールの都合により、2019年8月31日放送分では欠席した。
- 2020年4月4日放送分から4月18日放送分までは席順が入れ替わった[注 1]。
- 新型コロナウイルス感染拡大防止のため、2020年4月25日・5月2日放送分は総集編を放送した。5月9日・5月16日放送分はリモートでの収録となり、トーク部分の進行は久本のみが務めた。5月23日放送分からは身体的距離を確保した構図でスタジオ収録を再開した。

### ナレーション
- 清水ミチコ：開始当初から担当。時おり得意のモノマネを披露することもある。2014年3月までは後半コーナーを含めて全編担当していたが、2014年4月5日からは「家族の歳時記」以外の全編を担当。
  - 2014年8月2日からはオープニング・CM前予告・ゲスト紹介・「通りの達人」・ゲストからのお知らせ・次回予告のみに変更された。
- 中野謙吾 （日本テレビアナウンサー）：ゲストの紹介VTRを中心に担当。
- 飯尾和樹（ずん）：2014年4月5日から「家族の歳時記」のナレーションを担当。

### メレンゲボーイ
- 尾上松也：2014年11月1日から2016年3月26日まで不定期でスタジオ出演。

### コーナー出演者
- 辻岡義堂（日本テレビアナウンサー）：｢急上SHOW!パーソン→メレンゲ特急便｣。2014年8月2日からスタジオ出演。
- 畑下由佳（日本テレビアナウンサー）：2014年8月2日からスタジオ出演。
- 石塚英彦（ホンジャマカ）：｢通りの達人｣。2000年1月からVTR出演。相方の恵俊彰とゲスト出演したことがある。
- キャイ〜ン（ウド鈴木、天野ひろゆき）：コーナー名不明。1996年4月から1998年3月まで出演。
- おさる[注 2]：｢アニマル探偵団→メレンゲ探偵団 ビューティフルライフ｣。2000年4月から2007年12月まで出演。2011年3月26日放送分トークにゲスト出演。
- コージー冨田、原口あきまさ：｢メレンゲ写真館｣。2000年1月から2004年12月まで出演。
- キングコング （西野亮廣・梶原雄太）：｢キングコングのクイズ東京スポット→ありえないグランプリ｣。2005年1月から2007年3月まで出演。
- 菅谷大介（日本テレビアナウンサー）：2008年4月から2013年6月までスタジオ出演。
- 川畑一志（日本テレビアナウンサー）：2013年6月から2014年7月までスタジオ出演。
- 岩本乃蒼（日本テレビアナウンサー）：2014年8月2日からスタジオ出演。

以下は「ビューティフルライフ」担当
- 麒麟（田村裕、川島明）：2008年1月から出演。
- 小島よしお：2008年4月5日から出演。
- オードリー（若林正恭、春日俊彰）：2009年4月から出演。
- ハイキングウォーキング（鈴木Q太郎、松田洋昌）：2010年4月から出演。
- ハリセンボン（箕輪はるか、近藤春菜）：2010年7月から出演。
- ピース（綾部祐二、又吉直樹）：2010年11月から出演。
- はるな愛：2013年7月27日から出演。

## コーナー
正式な呼称ではないが、便宜上第1部・第2部・第3部として表記する。

### 第1部：トークコーナー
12:00 - 12:58ごろ。番組のメインとなるトークコーナー。基本的にはフリートークである 。EPGでは「リビングトークコーナー」とされている。ゲストの数は番組当初は1人であったが、2005年ごろからは3人または4人に、その後2019年からは2人に減少し現在に至る。
- 2017年 - 2018年は『噂のメレンゲトピックス』としてそれぞれのゲストの最近の情報をボードにまとめたものを掲示しそれに合わせてトークを行った。その時の進行は主にいとうが行い、ゲストの順番の最初にはいとうが「(芸能人名)の噂のメレンゲトピックス!」と言うのが通例であった。ゲストの1人には、これらに加えてメレンゲメンバーである伊野尾が調べた噂の真相を聞く『伊野尾トピック』があった。そのトピックはボードの一番下にめくりで隠された状態で掲示され、紹介時には伊野尾がそのめくりを取りトークへとつなげた。また、その中でゲストの願望などがある場合にはメンバーの村上がその願望を叶えるというコーナー『佳菜子のゲストの夢叶えます』があり、ゲストの好物等の料理を作る他に行列のできるお店のスイーツを番組収録中に買いに行った事やギャルメイクを行った事もある。その際には、村上を除いたメンバーとゲストて引き続きトークを行い村上は終わり次第合流する。
- 2019年からは再びフリートークになった。
- 2020年4月4日放送分からは、以前第2部で放送されていた『ちまたで話題の急上昇トピックス』をベースとした『ちまたで沸いてるトピックス』と題し、ゲストが気になっていることやモノなどを紹介しトークなどを展開する流れとなっている。

### 第2部：芸能人リアリティーショー〇〇までのざっくり100の選択
12:58ごろ - 13:13ごろ。2020年4月スタート。誰もが経験するかもしれない人生の岐路について密着する企画。
| 現在行われている企画一覧 | 現在行われている企画一覧 | 現在行われている企画一覧 | 現在行われている企画一覧 | 現在行われている企画一覧 |
| テーマ                   | 密着する人物             | 企画時期                 | 内容 | 備考                     |
| ------------------------ | ------------------------ | ------------------------ | --- | ------------------------ |
| 結婚式                   | 内山信二夫婦             | 2020年4月4日放送分 -     | 前年11月29日に結婚した内山夫妻が結婚式をあげるまでに密着                                                                                        | [ 注 3 ]                 |
| 100万円（副業）          | 伊野尾慧                 | 2020年4月11日放送分 -    | まもなく30歳を迎えるにあたり、アイドルの岐路に立つことから さまざまな仕事を通じて100万円を目指す『伊野尾慧の100万円への道』という企画として始動 | [ 注 4 ]                 |
| 腸活                     | 村上佳菜子               | 2020年4月18日放送分 -    | 美容や健康面で衰えを感じるようになったということから腸活に挑戦する企画として始動                                                                |                          |

### 第3部：石塚英彦の通りの達人
13:13ごろ - 13:30。2000年1月スタート。石塚英彦（コーナー内では「石ちゃん」と呼称）が都内や関東近郊を主とした街中に出かけ、料理店などに立ち寄り地元の人々と触れ合ったりする名物コーナー。
- 2017年ごろからはジャンルやテーマに沿った料理を出す店を巡るものや、老舗企業に潜入し作業工程などを見学や新商品の開発会議などに参加するなどの企画に路線変更された。かつては「石ちゃんのおみやげ」がスタジオに届く趣向もあった。その後の「Debuya」→「元祖!でぶや」、「ぴったんこカン・カン」など、石塚がグルメレポートでブレークした一つのきっかけである。番組本編のレギュラー陣はノータッチであることから、単独番組としての体裁にも対応しており、これを30分（局によっては25分）にまとめた単独番組として番組販売の形で地方局で放送されることがある。
- 2014年8月以降、週によっては第3部の時間に放送されることもある。2018年ごろから第3部に移動した。かつてはこれを拡大したゴールデンタイムの特番が『THEスペシャル!』枠などで定期的に放送されたことがあった。

### 過去のコーナー
メレンゲ写真館
番組のメインであるトークコーナー。
以前はコージー冨田と原口あきまさが進行役だった。それ以前は進行アナウンサーとして、羽鳥慎一、寺島淳司、長谷川憲司、鈴木崇司ら男性アナが担当した。
また、1998年5月から2001年3月まではゲストが料理を作るコーナーもあった。
キングコングのクイズ東京スポット
2005年1月22日開始。MCはキングコング。東京都のある区・市をテーマに人気の店や名物などのクイズ2問に答える。開始当初はゲストチームとMCチームの対戦、のちにMCとゲストが1組ずつ組んだ3チームの対戦となった。1問目の正解チームには問題にちなんだ賞品、2問目の正解チームには地元で評判のスイーツが贈られる。2005年12月まで放送。
2004年12月までは別の出演者の司会による「メレンゲ配達便 日本全国美味しいお取り寄せ」で、コージー冨田、原口あきまさ、モンキッキーもクイズに参加していた。
略称は「クイズ東スポ」。
ありえないグランプリ
2005年9月開始。トークゲストが「ありえない」エピソードを話し、審査員が採用・不採用を判定する。採用されたエピソードをまとめた書籍の出版を目指していた。MCはキングコング。審査員は久本・相田・若槻および将口真明（日本テレビ出版部）・IKKO（メークアップアーティスト）。2006年8月に「ありえない話 芸能人とっておき秘話集」（日本テレビ出版部刊）として出版された。表紙イラストはキングコング西野。
2005年6月 - 9月には、トークの冒頭に「魔王様のご質問」というコーナーがあった。天の声（キングコングの2人が大魔王・小魔王として担当）の質問にゲストが○×で答えてトークした。
メレンゲ楽屋ツアー
バスガイドに扮した久本が、田舎の修学旅行生に扮したキングコングをゲストの楽屋に案内するという設定のコーナー。スタジオゲストの中から1組（主に女性ゲスト）の楽屋を訪問し、私服や所持品・所持金をチェックする。2007年3月のキングコング卒業後はキングコングに代わり新司会の松浦と高畑が参加、松浦がバスガイドとなり、久本はアフロヘアー、高畑はお下げ髪のセーラー服姿へと変更された。2009年3月の高畑卒業後は高畑に代わり臼田が参加、松浦と臼田も久本と同じアフロヘアーのセーラー服姿となった。アフロヘアーの色はリニューアル初回は全員同じ黒だったが、2回目以降色分けされた（久本は黒・松浦はピンク・臼田は金）。まれにトークコーナーの衣装のまま楽屋を訪れることもある。
美味しいオススメ!
2007年スタート。トークゲストが推薦する店の料理や、お取り寄せスイーツなど紹介。
菅谷の見つけてキマシタ!
2008年スタート。日本テレビアナウンサーの菅谷大介が、トークゲストにちなんだ最新グッズやカリスマ講師などを紹介。2009年5月からは臼田を加えて「あさ美&菅谷の見つけてキマシタ!」に改称。コーナー名は2010年2月を最後に消滅したが、2013年6月までトークコーナーの一部として、ほぼ同じ趣旨のコーナーを菅谷が単独で担当していた。
ピンクの箱!
2010年、前半から中盤のゲストトーク内でスタート。松浦→いとうが過去の写真やVTRなどトークゲストの恥ずかしいアイテムを箱の中から取り出し紹介。2014年7月で終了。
ビューティフルライフ
小島・ハイキングウォーキング・ハリセンボン・ピース・はるな（2007年までおさる）が、優雅に暮らす有名人の私生活に密着するロケ。なお、2014年4月以降は基本的に後述の「家族の歳時記」が放送されない場合に限り放送。
2006年まで放送されていた「メレンゲ探偵団」は、おさるが「探偵物語」の松田優作風の扮装で、話題の人物などを取材するロケだった。おさるのほかに週替わりのゲスト1名が参加し、グルメに関するロケでは大抵内山信二が登場した。
2004年12月までのコーナータイトルはおさるがかつて組んでいたコンビ「アニマル梯団」にちなんだ「アニマル探偵団」で、視聴者からの投稿に答えて話題の人物を取材。スタジオに話題の人物を招いていた事もあった。
家族の歳時記
2014年4月5日スタート。主に関東近郊で旬の食材を探したり、その季節でないと見ることができない風景を見るために出かけるなど、四季折々の風情を楽しむ芸能人夫婦に密着するコーナー。ナレーションは飯尾和樹
週替わりコーナー
村上加入前まで第3部に放送していた。話題の人物を取り上げ、スタジオに招くかロケーションで紹介する「急上SHOW!パーソン」となることが多いが、第2部を挟んで第1部のトークコーナーの続きとなったり、第2部と第3部の時間が入れ替わったりすることもある。かつては、後述の「アニマル探偵団」→「ビューティフルライフ」で定着していたが、後続のコーナーである「家族の歳時記」が自然消滅（出演者を岩城滉一夫妻に絞った紀行企画はその後も不定期に放送）となってからは非常に流動的で、内容が固定されていない。
突撃! 芸能人のお宅で昼ごはん
村上加入後から始まったコーナー。メレンゲメンバー(久本・いとう・村上・伊野尾)のうちの一人が芸能人の家を訪問し、その芸能人が作った料理を食べる他に家庭内の様子を聞いたり、収穫などの手伝いを行うこともある。
2019年5月25日放送分では、伊野尾とともに同じHey! Say! JUMPの髙木雄也がゲストで出演。
ちまたで話題の急上昇トピックス
2019年秋ごろから、世間で注目されている副業や生活習慣といったものをピックアップしそれについて密着をするコーナー。
2020年4月からは、第1部の『ちまたで沸いてるトピックス』に移行させる形で2020年3月で終了。

## ネット局と放送時間
- 全編ローカルセールス枠のため、日本テレビ以外の通常時同時ネット局でも編成の都合により臨時に遅れネット（通常時遅れネット局を除く）または非ネットとする場合がある一方、通常時遅れネット局や非ネット局が臨時同時ネットで放送する場合があった[注 5]。

| 放送対象地域   | 放送局                       | 系列           | 放送曜日・時間     | ネット状況 | 備考 |
| -------------- | ---------------------------- | -------------- | ------------------ | ---------- | --- |
| 関東広域圏     | 日本テレビ（NTV） （制作局） | 日本テレビ系列 | 土曜 12:00 - 13:30 | 同時ネット | 2007年10月6日から2008年1月26日まで11:55 - 12:00に 前座予告番組『メレンゲの前説』を放送。 その後、2009年4月4日から『まもなくメレンゲ!』に 改称して再開し、2010年10月9日まで放送。 |
| 北海道         | 札幌テレビ（STV）            | 日本テレビ系列 | 土曜 12:00 - 13:30 | 同時ネット | よさこいソーラン祭りなどの自社制作特番放送時には、放送時間変更や後日振り替え放送または休止となった。 |
| 宮城県         | ミヤギテレビ（MMT）          | 日本テレビ系列 | 土曜 12:00 - 13:30 | 同時ネット | 2013年10月26日放送分は、プロ野球中継で未放送となった番組を編成するため休止。2018年11月3日放送分は11月8日 25:39 - 27:09に振り替え。 |
| 秋田県         | 秋田放送（ABS）              | 日本テレビ系列 | 土曜 12:00 - 13:30 | 同時ネット | 2007年4月より放送開始。日曜12:00 - 13:30に放送されていたが、2008年9月28日を以って一旦打ち切り。 その後、2012年4月7日より土曜16:00 - 17:30にて放送を再開し、2013年4月20日から2020年6月27日までは土曜15:30 - 17:00に放送されていた。 その後、当該時間帯で放送されていたTBS『世界・ふしぎ発見!』打ち切りに伴い、2020年7月4日より同時ネットに移行。                                                                               |
| 福島県         | 福島中央テレビ（FCT）        | 日本テレビ系列 | 土曜 12:00 - 13:30 | 同時ネット | |
| 山梨県         | 山梨放送（YBS）              | 日本テレビ系列 | 土曜 12:00 - 13:30 | 同時ネット | 2002年3月まで土曜12:30 - 14:00（7日遅れ）に放送されていたが、一旦打ち切り。 その後、2007年10月14日から日曜12:00 - 13:30にて放送を再開し、2009年10月17日より同時ネットに移行。 |
| 新潟県         | テレビ新潟（TeNY）           | 日本テレビ系列 | 土曜 12:00 - 13:30 | 同時ネット | |
| 長野県         | テレビ信州（TSB）            | 日本テレビ系列 | 土曜 12:00 - 13:30 | 同時ネット | 2月の第2週は同局の長時間特別番組を放送するため放送休止 |
| 静岡県         | 静岡第一テレビ（SDT）        | 日本テレビ系列 | 土曜 12:00 - 13:30 | 同時ネット | 以前は7月の第1週は、同局の開局記念特番を放送するため放送休止となっていたが、後に時間を繰り下げて放送していた。 2010年4月3日から9月11日までは『まもなくメレンゲ!』もネットしていた。 不定期で、過去の「通りの達人」2週分をまとめて日曜17:00 - 17:25に放送することがあった。 |
| 石川県         | テレビ金沢（KTK）            | 日本テレビ系列 | 土曜 12:00 - 13:30 | 同時ネット | 2000年3月25日までは土曜9:30 - 10:25（14日遅れ）に放送されていたが、 4月1日はこれに加えて当日放送分も同時ネットされ（但し1週分の放映は取り止め）、以後同時ネットとなっていた。 |
| 中京広域圏     | 中京テレビ（CTV）            | 日本テレビ系列 | 土曜 12:00 - 13:30 | 同時ネット | |
| 香川県・岡山県 | 西日本放送（RNC）            | 日本テレビ系列 | 土曜 12:00 - 13:30 | 同時ネット | 2015年3月までは日曜日に放送されていたが、4月から同時ネットに変更。 編成上の都合で、金曜未明（木曜深夜）に振り替えて放送された事があった。 特番編成による休止・翌週スライドが続くと、遅れ幅が最大で半年という時期もあった。 なお、遅れ幅が大きい場合は、数回分の放送を取り止めることもあった。 |
| 福岡県         | 福岡放送（FBS）              | 日本テレビ系列 | 土曜 12:00 - 13:30 | 同時ネット | 放送開始当初は遅れネット。 2017年3月25日までは同時ネット。4月8日より読売テレビ『特盛!よしもと 今田・八光のおしゃべりジャングル』を同時ネットで放送開始するため、7日遅れネット（土曜12:54 - 14:25）に移動したが、7月1日より、『おしゃべりジャングル』を1時間30分の時差ネット受けすることで同時ネットに再移行。 野球中継や自社制作の特別番組、振替放送枠に当てられる場合は、1日遅れの放送となったり、未放送になることもあった。 |
| 熊本県         | くまもと県民テレビ （KKT）   | 日本テレビ系列 | 土曜 12:00 - 13:30 | 同時ネット | 2006年ごろに一旦打ち切り。その後放送を再開したが、2009年9月26日を以って再度打ち切り。 2010年4月より日曜11:50 - 13:20にて放送再開し、2011年4月3日から同時ネットに移行。 |
| 鹿児島県       | 鹿児島読売テレビ（KYT）      | 日本テレビ系列 | 土曜 12:00 - 13:30 | 同時ネット | |
| 長崎県         | 長崎国際テレビ（NIB）        | 日本テレビ系列 | 土曜 13:00 - 14:30 | 遅れネット | 特別番組編成時には、放送時間変更や後日振り替え放送または休止となった。 |
| 鳥取県・島根県 | 日本海テレビ（NKT）          | 日本テレビ系列 | 土曜 15:25 - 16:55 | 遅れネット | 特別番組編成時には、放送時間変更や後日振り替え放送または休止となった。 |
| 青森県         | 青森放送（RAB）              | 日本テレビ系列 | 日曜 12:10 - 13:40 | 遅れネット | 2002年4月放送開始。特別番組編成時は、放送時間変更（同日繰り下げか土曜日に振替）または休止となった。 2016年10月より30分繰り下げて放送。 「24時間テレビ」放送当日直前の回は同時ネット。 |

### 過去に放送されていた局・不定期放送の局
| 放送対象地域 | 放送局            | 系列                                         | 備考 |
| ------------ | ----------------- | -------------------------------------------- | --- |
| 岩手県       | テレビ岩手（TVI） | 日本テレビ系列                               | 2013年4月6日から同時ネットで放送を再開したが、9月28日を以って打ち切り。 それ以前も一時期遅れネットで放送していた。 打ち切り後も、「通りの達人」のコーナーのみ不定期で放送されていた。 2016年12月31日のみ、テレビ岩手の年末年始編成の都合で臨時で同時ネットで放送。                                                  |
| 山形県       | 山形放送（YBC）   | 日本テレビ系列                               | 当初は2006年4月1日から11月25日まで同時ネットで放送されていた。 その後、当該時間帯で放送されていたテレビ大阪『二代目 和風総本家』終了に伴い、2020年4月18日より同時ネットで放送を再開。 しかし2021年1月からは当該時間帯にテレビ東京や自社制作の特別番組を充てるようになったため、2020年12月19日を以って再度打ち切り。 |
| 富山県       | 北日本放送（KNB） | 日本テレビ系列                               | 当初は時差ネットで放送。その後、2005年9月までは同時ネットで放送。 10月から再度時差ネットで放送されていたが、 2006年3月を以って一旦打ち切り。 2010年9月11日より遅れネット（土曜15:00 - 16:30）で放送を再開。 2013年3月30日を以って一旦休止となり、5月11日より再開したが、6月8日を以って再度打ち切り。                |
| 福井県       | 福井放送（FBC）   | 日本テレビ系列                               | 一時期放送されていた。 打ち切り後も「通りの達人」のコーナーのみ不定期放送することがあった。 |
| 近畿広域圏   | 読売テレビ（ytv） | 日本テレビ系列                               | 2002年4月から9月まで同時ネットで放送。 2005年頃までは不定期で深夜に遅れネットで放送していた事があった。 2009年5月9日より放送再開（特別番組がある場合は休止となっていた）。 2010年10月以降は月数回の不定期放送となり、同年12月18日を以って再度打ち切りとなった。                                                     |
| 広島県       | 広島テレビ（HTV） | 日本テレビ系列                               | 2006年3月25日を以って一旦打ち切り。 その後、2008年10月4日より放送を再開したが、2009年9月26日を以って再度打ち切り。 2014年7月19日より放送を再開したが、2016年3月5日を以って再々度打ち切り。 |
| 愛媛県       | 南海放送（RNB）   | 日本テレビ系列                               | 2009年3月28日を以って一旦打ち切り。その後、2011年10月1日より放送再開。2016年1月30日を以て再度打ち切り。 |
| 高知県       | 高知放送（RKC）   | 日本テレビ系列                               | 2009年3月21日まで同時ネットで放送していたが、4月4日から2011年3月26日まで遅れネット（土曜13:00 - 14:30）で放送。 4月2日から再度同時ネットで放送していたが、2013年3月30日を以って打ち切り。 なお、打ち切り後も不定期に放送されていた。                                                                                |
| 大分県       | 大分放送（OBS）   | TBS系列                                      | 一時期放送されていた。 |
| 宮崎県       | 宮崎放送（MRT）   | TBS系列                                      | 一時期、同時ネットで放送されていた。 |
| 宮崎県       | テレビ宮崎（UMK） | フジテレビ系列 日本テレビ系列 テレビ朝日系列 | |
| 沖縄県       | 琉球放送（RBC）   | TBS系列                                      | 一時期放送されていた。 RBCでの打ち切り以来長らく放送されていなかったが、 沖縄テレビで、2010年10月2日・10月9日・10月16日（土曜12:00 - 12:54）に放送された。 ただし、同時ネットではなく1か月遅れの放送となっていた。                                                                                                  |

### 備考
- 山口放送と四国放送では最後まで放送されなかった。
- 2006年3月20日19:00 - 20:54にスペシャル版が、一部地域を除き同時ネットで放送された。
- 2000年9月までCS★日テレでも地上波と同時放送されていた。
- 年内最終回もしくは年始初回は放送終了時刻を30分程度繰り下げ、拡大版を放送していた。放送時間短縮は基本的にはないが、2017年7月1日は90分枠となってからはじめて13:00終了の短縮版で放送となった。

### 変遷
| 放送期間 | 放送期間  | 放送時間（JST）            |
| -------- | --------- | -------------------------- |
| 1996.4.6 | 2000.3.25 | 土曜 12:00 - 13:00（60分） |
| 2000.4.1 | 2021.3.27 | 土曜 12:00 - 13:30（90分） |

## 備考
- 番組のマスコットキャラクターとして、メレンゲシスターズ（『メレンゲちゃん（菅野美穂）』、『メレミちゃん（久本雅美）』、『メレッホちゃん（高木美保）』）がいる。これは番組内の一般公募で選ばれたキャラクターを、アンパンマンの作者で知られるやなせたかしが描き起こしたものである。お菓子作りが得意な3姉妹という設定である。やなせがデザインした為か、アニメ『それいけ!アンパンマン』（アンパンマンとメレンゲシスターズ、クリスマススペシャル）に登場したことがある（メレンゲシスターズの声は菅野、久本、高木の3人があてている）。
- 1998年に放送された中山エミリがトークゲストだった回にて、ドラえもんファンである中山が当時チェーンメール等を通じて広まっていたドラえもんの最終回の内容を話し、涙を流すということがあった。
- 2007年4月21日放送回では久本が喉の調子が悪くマイクを持ちながらトークした。
- 初回（1996年4月6日）の放送回で、菅野がドラマの撮影のため、いきなり遅刻をした。
- 本番組終了後もTBSで放送されている「王様のブランチ」も同日（1996年4月6日）に番組開始[注 8]。
- 1997年に久本と同じWAHAHA本舗に属し親友でもある柴田理恵がゲスト出演した際のエピソードなどが、2007年秋に『中居正広の金曜日のスマたちへ』（TBS）で久本・柴田の波瀾万丈で柴田出演時のVTRが流され紹介された。
- 2008年6月14日は岩手・宮城内陸地震関連のNNN報道特別番組のため休止になった。
- 2009年4月4日の大沢あかねのトーク中に、テポドン発射の臨時ニュースが入る。しかし、誤探知で発射はされていないと確認されると臨時ニュースは終了し再開。天津のトークから再開されたため、大沢のトーク後半部分がカットされた。なお臨時ニュースの影響を受けていない遅れネット局では、カットされた部分も日テレからの裏送りでOAされていた。
- 2009年5月16日の響のVTR中に、2009年新型インフルエンザの国内感染が確認されたことに伴う舛添要一厚生労働大臣（当時）の会見特番に切り替わった。この出来事はツッコミ担当の小林優介がじゃない方芸人の集まりの模様をVTRで紹介していた最中のことで、丁度あるあるトークを始めた途端に切り替わったため、のちに10月3日の爆笑レッドカーペットSPでこの出来事を語っていた。なお記者会見の影響を受けていない遅れネット局では、切り替え以降の部分も日テレからの裏送りで放送されていた。
- 2011年3月12日は東日本大震災関連のNNN報道特別番組のため休止になった。なお、当放送予定回には叶姉妹・栗山千明・ユージの3組が出演予定で、一時はお蔵入りとなる可能性もあったが、4月23日に代替放送された。また、遅れネット局でも地震報道が優先されて放送休止や放送延期が相次いだ。
- 2013年から2016年、2018年は、毎年7月の大型音楽特別番組『THE MUSIC DAY』の放送日は休止。2017年は『THE MUSIC DAY』が13:00開始のため、先述の通り12:00 - 13:00の短縮版で17年ぶりの放送。2019年は『THE MUSIC DAY』が13:30開始のため、通常通りの放送。
- 2013年10月5日よりレギュラーを務めた高橋真麻は、いとうあさこの小学校から高校の後輩に当たる。
- 2018年1月20日放送回は久本がインフルエンザ罹患により欠席。
- 2018年8月25日放送回は当日に『24時間テレビ41「愛は地球を救う」』が放送され、その中の企画として、ANZEN漫才のみやぞんがトライアスロンに挑戦することとなり、メレンゲの時間帯にスタートすることから生放送で番組が構成され、普段非ネットの局や時差ネットの局でも同時ネットを行った。

## 番組の終焉
- 2020年10月15日付けのスポーツニッポンの記事を通じて、当番組が2021年3月に終了[3]を予定していることが明らかになった。当該記事によると、視聴率は昼間の番組ながら平均世帯視聴率は7% - 8％ほどで推移しており、同時間帯ではほぼ毎週トップの数字を記録していたと紹介。「節目の25年を前に、新鮮さを求めての決断。番組としての役目は十分に果たした」、「新たな番組に良い形でバトンを渡したい」、「形式を大きく変えずにここまで24年間やってこられた。数字が良いうちに終わるのも一つの手」という番組関係者からのコメントも引用した[3]。
- ところが2020年10月20日に掲載されたデイリー新潮の記事では、新型コロナウイルス感染症（COVID-19）によるステイホームの呼びかけで日本テレビのゴールデンタイムやプライムタイムの番組が好調な反面、新型コロナの影響で制作費の削減やCMなどの営業収入が減少していると指摘[4]。「一番大きな理由は、局全体として制作費を削減するためです」という番組関係者からのコメントも引用した[4]。
- しかし、日本テレビや当番組では、上記の報道に対して、2020年が残り2か月と迫っていた関係で同年内に正式なコメントやアナウンスを出さなかったが、翌2021年2月28日までの番組公式ホームページにて、3月27日を最後に終了することが正式に発表され[5]、1996年開始から25年の歴史に幕を閉じた。なお4月3日からは、指原莉乃が司会を担当する情報バラエティ番組『ゼロイチ』（10:30 - 11:45、11:55 - 13:25）を開始した[6]。

## スタッフ
- 演出：渡辺春佳（2019年12月7日 - ）
- 構成：桜井慎一、木南広明、成瀬正人、小山賢太郎、林田晋一、ひめはじめ
- ナレーション：清水ミチコ
- 美術：栗原和也
- デザイン：熊崎真知子、高井美貴
- TM：矢込宏敬
- SW：村松明、西阪康史（以前はCAM）【週替り】
- カメラ：伊藤孝浩、濱川和人、伊藤宏敬【週替り】
- 照明：佐野広之
- 音声：今野健
- 調整：鬼頭知佐
- 音効：井上研一
- 編集：駒形将貴、勝俣隼人、奈雲正樹、寺田幸二【週替り】
- MA：石井康博
- 技術協力：池田屋、NiTRo（日テレ・テクニカル・リソーシズ、旧日本テレビビデオ）（共に以前はロケ技術）
- コーナーCGデザイン：古川滋彦、津島美樹
- リサーチ：千葉歩（ビスポ）
- TK：山沢啓子
- デスク：木村真由美
- AD：倉田倫直、片岡譲、澤田萌未、川野広大、秋元萌里、征録未来、片岡謙人、能元春香、佐藤努、松尾俊哉、船越南子、熊谷眞子、加瀬暉久【週替り】
- AP：高橋宏美（以前はAD）、北村桃子、佐藤綾香、吉川美由紀【週替り】、高村幸恵【毎週】/福田由香里、田島千保
- ロケディレクター：平井正寿、川島佳子、新井由佳子、中尾光佐(江)、中村敦、中村和哉、砂川隼樹、宮田綾子、斉藤哲夫、町田亘、稲元雅俊、木下誠、矢吹竜也（新井・中村敦・矢吹→以前はAD）【週替り】
- ディレクター：杉岡士朗（MOSQUITO、以前は演出）、田口マサキ、川俣和也（てっぱん）、及川桂一・徳江雄一（極東電視台）、渡辺学（徳江・渡辺→以前はロケD）【毎週】、大城浩一郎（SCRATCH）、土屋正和、高橋秀与【不定期】
- プロデューサー：大友有一（2020年10月3日 - ）/飯田知佳・橋口洋之（極東電視台、橋口→以前はディレクター）、斎藤みさ子（MOSQUITO）、城向みゆき（NX、以前はAP）、道下綾子（てっぱん）、佐藤俊一（アンメック）、中島小恵里（中島→以前はAP）、松島美由紀（Boom UP、以前はAP）
- 統轄プロデューサー：齊山嘉伸（2020年10月3日 - ）
- チーフプロデューサー：富永有一（2020年10月3日 - ）
- 制作協力：極東電視台、MOSQUITO、NXエヌエックス、てっぱん、アンメック
- 製作著作：日本テレビ

### 過去のスタッフ
- 構成：わぐりたかし、舘川範雄、竹田康一郎、遠藤みちスケ、中井まろやか、町山広美、山田美保子、鮫肌文殊、川原慶太郎、都築浩
- 音楽：中西俊博
- TM：福王寺貴之、江村多加司、高木冬夫、木村博靖
- SW：中川昭生
- カメラ：渡辺滋雄、榎本丈之、渡邊晃
- 照明：佐野利喜男、小笠原雅登
- 音声：鈴木佳一、亘美千子
- 調整：梅津孝一、矢田部昭、岩原正明、佐久間治雄、飯島友美、三崎美貴、石野太一、吉崎慶、山口考志
- 美術：高野豊、松崎純一、佐藤千穂、杉山知香、戸苅裕一
- デザイン：道勧英樹、塚越千恵、柳谷雅美
- 編集：蒔田智浩、宮下剛一、小泉崇、岡部和人、木賀幸雄、三島彩穂、鬼塚敦、本間匡史
- MA：山崎秀二
- TK：鈴木裕恵、矢島由紀子
- オープニングCG：パピオン
- 編成：藤川和彦、小松良徳、森俊憲
- 広報：神山喜久子、立鉛典子、柳沢典子
- 制作進行：石井希和
- デスク：鈴木郁美
- AD：玉置大祐、伊藤琴美、岩屋友香、小松崎由実、田中安美、徳田瞳美、新居隆真、大山藍、砂川隼樹、梶屋菜津美、町田伸太郎、西嶋友希、不二孝順、田中雄大、黄恵利、林由紀乃、小林梨菜、則武有希子、馬目杏菜、我妻和希、田中美優、降籏あかり、田中美奈、渡邉幸之介、成田駿、古山紀久、河原杏実、増川紗弓、斉藤政樹、壇原志帆、篠原彩夏、土橋快、稲葉海結里
- AP：小川明人、小早川優子、川島道子、光田真菜美、谷菜穂子、平山美由紀、森下絢香
- ロケディレクター：渡辺将太、財津猛、寺沢隆、大河原規夫、吉田尚行、森山智世、高橋雅樹、藤戸星妃（藤戸→不定期でディレクターの回あり）、永井純平（永井→以前はAD）、丸山晴香、桑村友栄、前田晋平、山崎智史
- ディレクター：小田玲奈（以前はロケD）、本田賢司、末延靖章、小野恭裕、鈴木康弘（鈴木→以前はロケD）、八木幹雄、島袋みさと、高橋康吉、岩沢錬、中田志保、児島真純、住吉剛英、渡部展久、嵜本健司、藤井良記、諸田景子、伊澤洋介
- プロデューサー：及川千津、松本浩明、寺内壮、中西健、井原亮子、今井大輔（及川・今井→以前はディレクター）、廣瀬由紀子/中島千恵理、原田浩司、成瀬広靖、加藤正和、舟澤謙二、松川裕範（松本・松川→以前はAP）
- 演出：北條伸樹（以前はプロデューサー兼務）、藤森真実（2013年6月1日 - 2019年11月30日、以前は総合演出）
- 総合演出・プロデュース：高木章雄
- 統括プロデューサー：中村博行（以前はプロデューサー）、南波昌人（2018年6月2日 - 2019年5月25日）、小島友行（2019年6月1日 - 2020年9月26日）
- ラインプロデューサー：鈴木雅人（以前はチーフプロデューサー）
- チーフプロデューサー：棚次隆、城朋子、中山良夫、吉田真、梅原幹、菅賢治、松崎聡男、安岡喜郎、糸井聖一（糸井→以前は統括プロデューサー）、伊東修（2018年6月2日 - 2019年5月25日）、納富隆治（2019年6月1日 - 2020年9月26日）
- 制作協力：Boom UP

## 書籍
- メレンゲの気持ち おいしいレシピ集（1997年9月） ISBN 4820396609
- メレンゲの気持ち おいしいレシピ集2（1998年7月） ISBN 4820396927
- メレンゲの気持ち もっと美味しいレシピ集（1999年7月） ISBN 482039729X
- ありえない話 芸能人とっておき秘話集（2006年8月） ISBN 4820399659